# Pycnogonum benokianum
Pycnogonum benokianum är en havsspindelart som beskrevs av Ohshima, H. 1935. Pycnogonum benokianum ingår i släktet Pycnogonum och familjen Pycnogonidae. Inga underarter finns listade i Catalogue of Life.